# Sébékoro I
Sébékoro I is een gemeente (commune) in de regio Koulikoro in Mali. De gemeente telt 19.000 inwoners (2009).